# Lukáš Lupták
Lukáš Lupták (Ružomberok, 28 luglio 1990) è un calciatore slovacco, centrocampista del Dolný Kubín.

## Statistiche

### Presenze e reti nei club
Statistiche aggiornate al 27 settembre 2018.
| Stagione          | Squadra           | Campionato        | Campionato | Campionato | Coppe nazionali | Coppe nazionali | Coppe nazionali | Coppe continentali | Coppe continentali | Coppe continentali | Altre coppe | Altre coppe | Altre coppe | Totali | Totali |
| Stagione          | Squadra           | Comp              | Pres       | Reti       | Comp            | Pres            | Reti            | Comp               | Pres               | Reti               | Comp        | Pres        | Reti        | Pres   | Reti   |
| ----------------- | ----------------- | ----------------- | ---------- | ---------- | --------------- | --------------- | --------------- | ------------------ | ------------------ | ------------------ | ----------- | ----------- | ----------- | ------ | ------ |
| 2012-2013         | Ružomberok        | SL                | 32         | 1          | CS              | 3               | 0               | -                  | -                  | -                  | -           | -           | -           | 35     | 1      |
| 2013-2014         | Ružomberok        | SL                | 25         | 1          | CS              | 3               | 0               | -                  | -                  | -                  | -           | -           | -           | 28     | 1      |
| 2014-2015         | Ružomberok        | SL                | 28         | 2          | CS              | 0               | 0               | -                  | -                  | -                  | -           | -           | -           | 28     | 2      |
| 2015-2016         | Ružomberok        | SL                | 20         | 2          | CS              | 1               | 0               | -                  | -                  | -                  | -           | -           | -           | 21     | 2      |
| Totale Ružomberok | Totale Ružomberok | Totale Ružomberok | 105        | 6          |                 | 7               | 0               |                    | -                  | -                  |             | -           | -           | 112    | 6      |
| 2016-feb. 2017    | Baník Ostrava     | 1L                | 12         | 1          | MC              | 2               | 1               | -                  | -                  | -                  | -           | -           | -           | 14     | 2      |
| feb.-giu. 2017    | Příbram           | 1L                | 4          | 0          | MC              | -               | -               | -                  | -                  | -                  | -           | -           | -           | 4      | 0      |
| ott. 2017-2018    | Senica            | SL                | 8+8        | 0          | CS              | 0               | 0               | -                  | -                  | -                  | -           | -           | -           | 16     | 0      |
| 2018-2019         | Spartak Trnava    | SL                | 5          | 0          | CS              | 1               | 0               | UCL+UEL            | 0+2                | 0                  | -           | -           | -           | 8      | 0      |
| Totale carriera   | Totale carriera   | Totale carriera   | 142        | 7          |                 | 10              | 1               |                    | 2                  | 0                  |             | -           | -           | 154    | 8      |